# Tetragnatha peruviana
Tetragnatha peruviana este o specie de păianjeni din genul Tetragnatha, familia Tetragnathidae, descrisă de Taczanowski, 1878.
Este endemică în Peru. Conform Catalogue of Life specia Tetragnatha peruviana nu are subspecii cunoscute.